# Dzięgiele (Ermland-Mazurië)
Dzięgiele (Duits: Dzingellen; 1938-1945: Widmannsdorf) is een plaats in het Poolse woiwodschap Ermland-Mazurië, in het district Gołdapski. De plaats maakt deel uit van de stad- en landgemeente Gołdap.